# 阿尔弗雷德·莱维
阿尔弗雷德·莱维（法語：Alfred Lévy，法語發音：[alfʁɛd levi]；1840年12月14日—1919年7月22日）出生於今天法國大東部大區默爾特-摩澤爾省的呂內維爾，曾經擔任法國猶太教首席拉比，特別是經歷過第一次世界大戰的期間。

## 生平
- 1860年：進入巴黎法國猶太神學院就讀，1866年畢業[1]。
- 1867年：在第戎擔任拉比。
- 1869年：回到呂內維爾擔任拉比。
- 1880年：成為里昂拉比。
- 1907年-1919年：擔任法國首席拉比[2]。
- 1919年：7月22日逝世，安葬在蒙帕納斯公墓。

## 受獎
- 1888年：法國榮譽軍團勳章[3]